# 九三学社吉林省委员会
九三学社吉林省委员会，简称九三吉林省委、九三学社吉林省委、吉林九三学社，是九三学社在吉林省的地方组织。

## 历史
九三学社吉林省委员会成立于1985年3月，主要由科学技术界、文教界、医疗界中的高中级知识分子组成。

## 历届委员会
第七届
- 任期：2012年6月－2017年6月
- 主任委员：支建华
- 副主任委员：陈东、蔡鹏飞、徐彦夫、张红星、王江滨、李振华、王龙、金国庆
- 秘书长：金国庆

第八届
- 任期：2017年6月[3]－
- 主任委员：支建华
- 副主任委员：徐彦夫、张红星、李振华、金国庆、刘景平、冷向阳、鲁建春、高峰
- 秘书长：金国庆